# Длуґа-Бжезіна
Длуґа-Бжезіна (пол. Długa Brzezina) — село в Польщі, у гміні Пшисуха Пшисуського повіту Мазовецького воєводства.
Населення — 47 осіб (2011).
У 1975-1998 роках село належало до Радомського воєводства.

## Демографія
Демографічна структура станом на 31 березня 2011 року:
|          | Загалом | Допрацездатний вік | Працездатний вік | Постпрацездатний вік |
| -------- | ------- | ------------------ | ---------------- | -------------------- |
| Чоловіки | 24      | 3                  | 16               | 5                    |
| Жінки    | 23      | 4                  | 13               | 6                    |
| Разом    | 47      | 7                  | 29               | 11                   |